# Wilhelm Krafft
Wilhelm Johann Krafft (n. 5 august 1833, Sighișoara, Transilvania- d. 10 decembrie 1908) a fost un editor și tipograf sas din România.
Părinții săi au fost meșterul legător de cărți, ulterior președinte al comunității sighișorene, Friedrich Wilhelm Krafft și soția acestuia, Charlotte Johanna, n. Schmidt. A urmat până la vârsta de 15 ani gimnaziul din Sighișoara și a devenit în 1848 ucenic tipograf la meșterul Johann Gött din Wehrheim, Germania, care avea începând cu 1832 și o tipografie și la Brașov.
Din 1853 până în 1858 a călătorit conform tradiției (pentru specializare) la Sibiu, Timișoara, Pforzheim, Münster, Schwerin și Berlin.
În septembrie 1858 s-a angajat la tipografia lui Samuel Filtsch din Sibiu, unde a fost numit director comercial în 1859. Pe data de 21 februarie 1860 s-a căsătorit cu Caroline Elisabetha Filtsch (d. 1897), cu care a avut un fiu, Carl Wilhelm Krafft (1861-1929), și trei fiice. În 1868 a preluat tipografia socrului său, a redenumit-o W. Krafft – Buchdruckerei, Buchhandlung, Linieranstalt und Papierdütenfabrik, a reorganizat-o și a mutat sediul în Reispergasse (actuala str. Avram Iancu) nr. 10. Deoarece cuscrul său J. Spreer preluase librăria cum editură de la socru, și-a fondat una proprie. A fondat o filială și la Sighișoara.
După decesul editorului vienez (originar din Mediaș) Karl Graeser (1849-1899) a preluat întregul stoc de cărți legate de Transilvania ale acestuia. A fondat o secție pentru editarea cărților în limba română și calendarul popular „Amicul poporului” scria că editura Krafft avea cea mai mare colecție de cărți în limba română.
A editat cartea începută de Georg Daniel Teutsch și dusă mai departe de fiul acestuia Friedrich, Geschichte der Siebenbürger Sachsen f. d. sächsische Volk.
Pentru editarea primului dicționar de conversație în limba română a fost distins cu Ordinul Coroana României.
Fiul său, care era și el meșter tipograf, și care a devenit în 1883 procuristul firmei, a preluat-o în 1903. Prin fuzionarea cu tipografia Josef Drotleff (1839-1929) a devenit cea mai mare editură de limbă germană din Europa de sud-est.
A devenit membru al consiliului directoral al Hermannstädter Allgemeine Sparkasse (Casa de economii din Sibiu). Împreună cu directorul acesteia, Carl Wolff, a înființat în 1892 Asociația Raiffeisen.
Sfârșitul vieții și l-a petrecut la fiica sa mai mică Mathilde v. Hochmeister.
Nepotul său Gustav Markus a preluat în 1920 filiala sighișoreană a firmei, numită de acum Markus Druckerei („Tipografia Markus”), și a mutat-o la Brașov.